# Kleine Galerie „Hans Nadler“

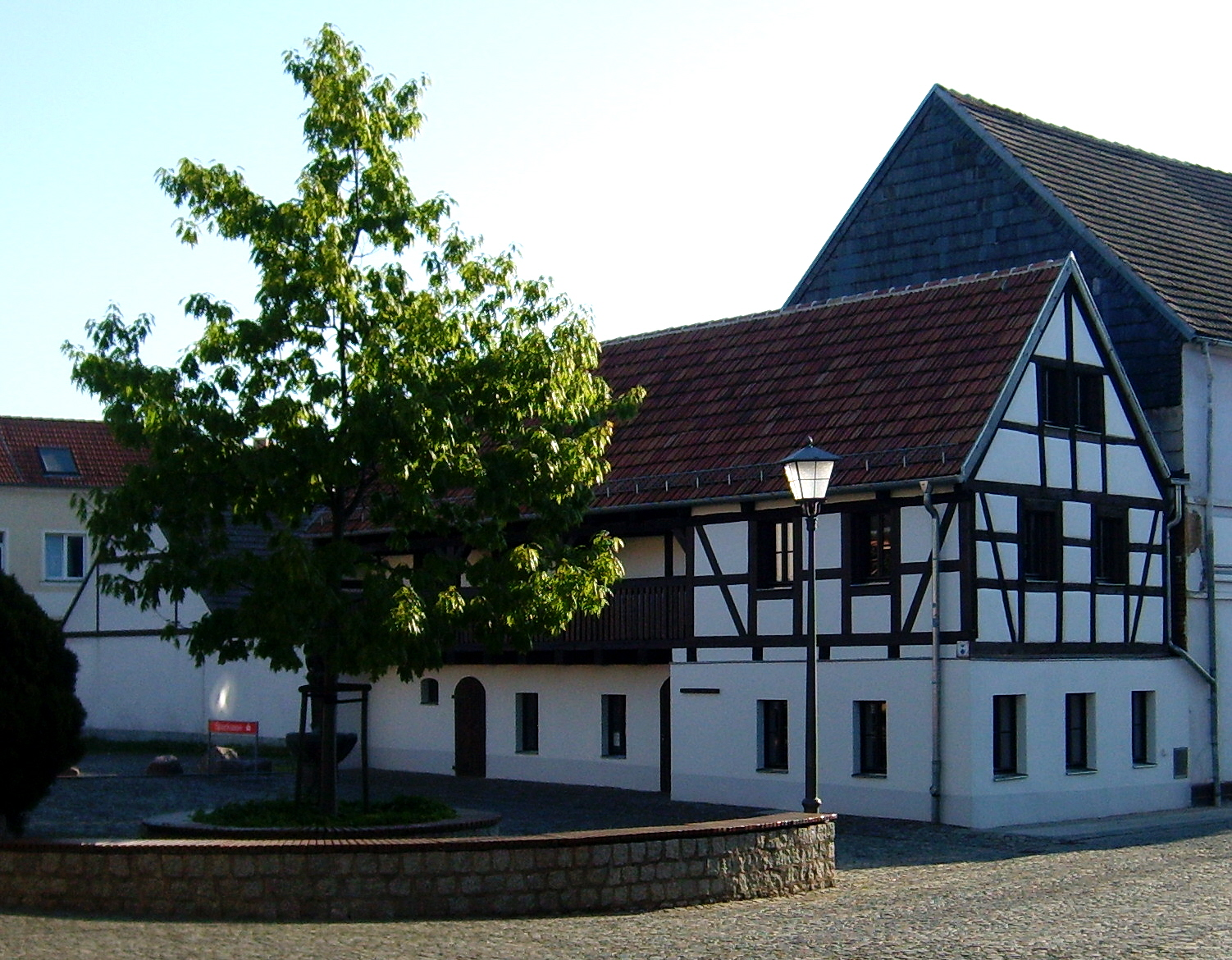
Die Kleine Galerie „Hans Nadler“ mit Eulenspiegelbrunnen

Das unter Denkmalschutz stehende Gebäude der Kleinen Galerie „Hans Nadler“ ist eines der ältesten Gebäude der südbrandenburgischen Stadt Elsterwerda im Landkreis Elbe-Elster. Hier finden Ausstellungen regionaler Künstler und andere kulturelle Veranstaltungen statt. Eine ständige Ausstellung im Obergeschoss des Fachwerkhauses würdigt das Schaffen des 1879 in Elsterwerda geborenen Malers Hans Nadler und hebt seine enge Beziehung zur Stadt Elsterwerda hervor.

## Geschichte
Das historische Laubenganghaus der Kleinen Galerie „Hans Nadler“ wurde 1720/25 am nördlichen Teilstück der heutigen Hauptstraße als typisches Ackerbürgerhaus erbaut. In diesem Bereich unweit des sogenannten Luckischen oder Wendischen Tores befand sich zu diesem Zeitpunkt die Nordgrenze der Stadt.
Der Klempnermeister Gustav Wilhelm nutzte das karreeförmige Grundstück in der Hauptstraße 29 ab 1886 und errichtete 1890 auf dem Grundstück direkt an der Hauptstraße ein großes Wohn- und Geschäftshaus, in welchem mit Haus- und Küchengeräten gehandelt wurde. Das kleinere Fachwerkhaus diente als Auszugshaus, Lager und Schlosserei. An der Rathausstraße wurde das Grundstück durch eine hohe Mauer, in welcher sich ein Tor befand, abgeschlossen.
Am 8. Mai 1945 wurden das Wohn- und Geschäftshaus durch einen Brand völlig zerstört und anschließend eingeebnet. Der spätere Besitzer Klempnermeister Kurt Horn, welcher bereits seit 1921 im Betrieb arbeitete, führte im erhalten gebliebenen Fachwerkhaus sein Gewerbe bis Ende der 1966 weiter und übergab es seinem Sohn Werner Horn. Dieser nutzte das Haus noch bis 1976. Bereits 1971 war die Stadt Elsterwerda Miteigentümer des Grundstücks geworden und man entschloss sich 1978/79 das alte Grundstück komplett zu beräumen. 
Einige Elsterwerdaer Bürger, unter ihnen Georg Kuhlins, Eberhard Matthes, Gustav Bekker, Walter Huke und der Denkmalpfleger Hans Nadler, Sohn des Malers Hans Nadler, setzten sich jedoch aktiv für den Erhalt und die Restaurierung des historischen Gebäudes ein. Deshalb entschloss man sich zu erhaltenden Maßnahmen des Gebäudes. Ab 1978 wurden zunächst die Außenfassade und bis 1980 die unteren Räumlichkeiten instand gesetzt. Am 15. April 1980 fand die feierliche Eröffnung der Kleinen Galerie statt und das Gebäude wurde an die Ortsgruppe des Kulturbundes der DDR übergeben. Die feierliche Namensgebung Kleine Galerie „Hans Nadler“ erfolgte am 22. Mai 1982. Die Laudatio zu diesem Anlass hielt Joachim Uhlitzsch, damaliger Leiter der Galerie Neue Meister in Dresden.
Nach 1990 wurde die Trägerschaft der Galerie der Stadt übertragen und sie befindet sich gegenwärtig seit 1997 in den Händen des Heimatverein Elsterwerda und Umgebung e. V. Das gesamte Gebäude wurde 2007 saniert.

## Ausstellungen

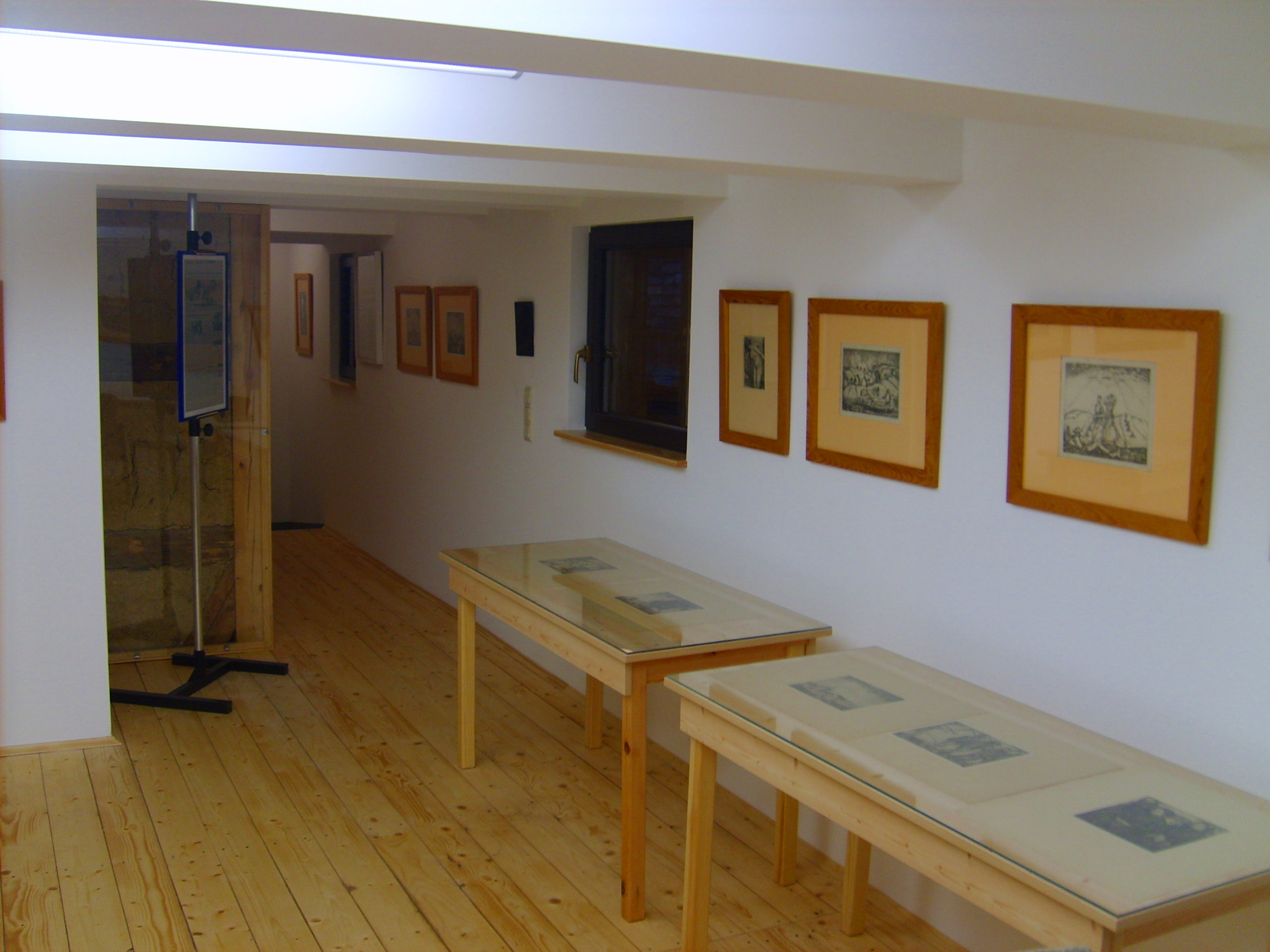
Dauerausstellung in den oberen Räumen

Die Organisation der Galerie und der Ausstellungen erfolgt durch einen ehrenamtlichen Galeriebeirat.
In der Galerie finden Ausstellungen regionaler Künstler und andere kulturelle Veranstaltungen, wie Vorspielabende der Musikschule Elsterwerda oder Buchlesungen statt. Eine ständige Ausstellung im Obergeschoss des Fachwerkhauses würdigt das Schaffen des am 14. Januar 1879 in Elsterwerda geborenen Malers Hans Nadler und hebt seine enge Beziehung zur Stadt Elsterwerda hervor. Hier bieten Leihgaben der Familie Nadler einen kleinen Einblick in die Arbeiten des Malers, welcher in der Region vor allem als Schradenmaler bekannt ist.

## Eulenspiegelbrunnen

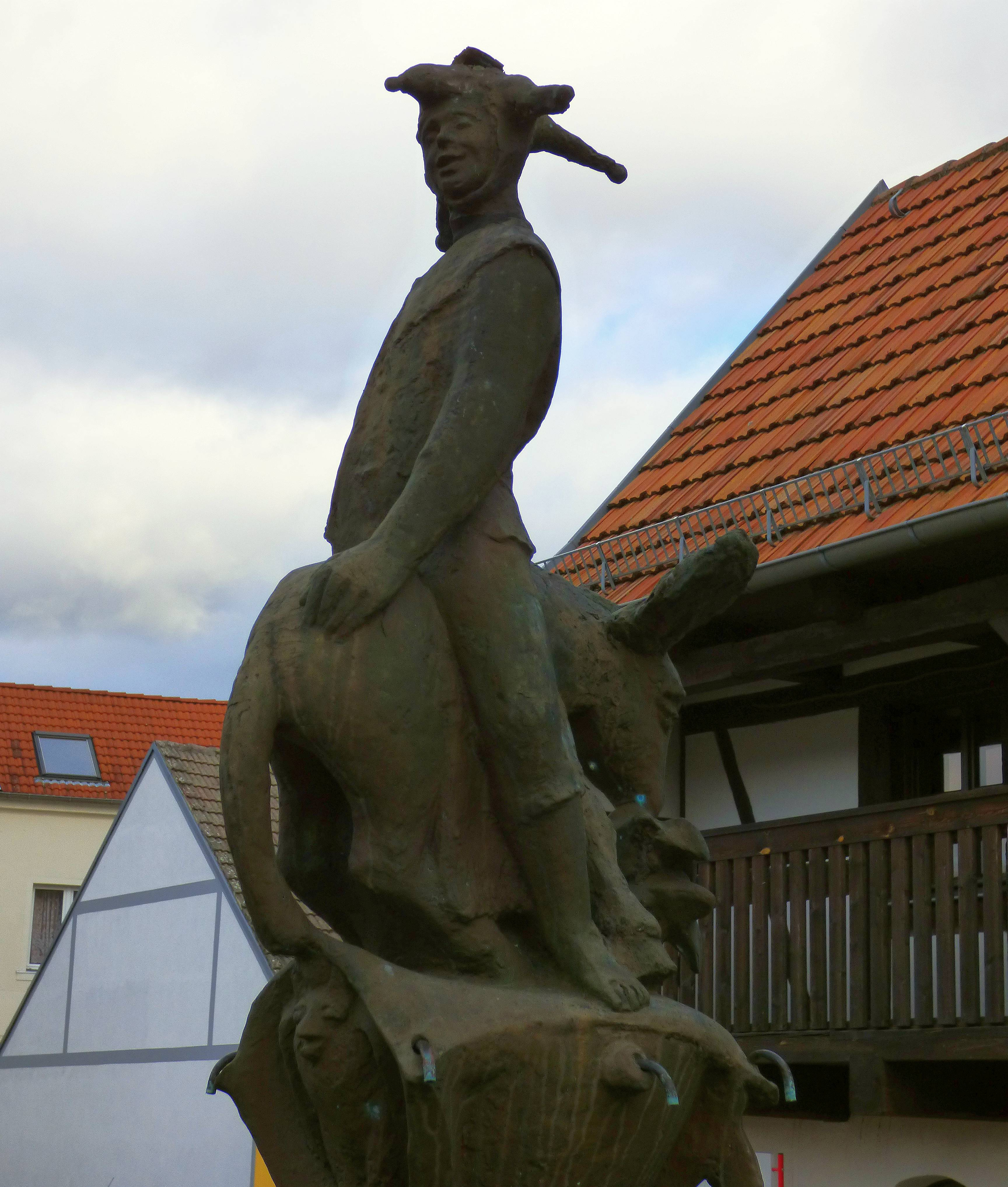
Eulenspiegelbrunnen

Der Eulenspiegelbrunnen befindet sich unmittelbar vor der Galerie und wurde durch den einheimischen Künstler Hans Eickworth (1930–1995) erschaffen. Die Übergabe des Brunnens fand am selben Tag wie die Einweihung der Galerie statt.
Der Künstler wollte nach eigener Aussage die Eulenspiegeleien des täglichen Lebens sichtbar machen, vor denen kein Mensch stets geschützt ist.

### Anekdote
Das in Abwesenheit des Künstlers erfolgende Aufstellen des Brunnens durch die Stadtbrigade geriet selbst zur Eulenspiegelei. Dabei passierte es, dass der Brunnen um 180° verdreht aufgestellt wurde. Der Brunnen war bereits einbetoniert und die Wasseranschlüsse gelegt, als Eickworth den Fehler bemerkte. Der Künstler sägte kurzerhand mit einer Eisensäge den Kopf ab und befestigte ihn, ebenfalls wieder um 180° verdreht, mit einem gewöhnlichen Kleber. Wie ein Lauffeuer ging es durch die Stadt, als der Brunnen am nächsten Morgen ohne Kopf da stand und es begann eine fieberhafte Suche nach ihm. Den Kopf, welcher einfach abgefallen war, fand man schließlich im Brunnenrand und er wurde mit einem Stahlbolzen und Metallkleber erneut befestigt. Eulenspiegel hatte den Kopf zwar nun verkehrt, aber er schaute zur Stadt und zur Sonne, wie es vom Künstler gedacht war.